# Drapeau de Saint-Vincent-et-les-Grenadines
L’actuel drapeau de Saint-Vincent-et-les-Grenadines a été adopté le 21 octobre 1985.

## Description
Il est composé de trois bandes verticales :
- à gauche, une bande bleue représente le ciel tropical ;
- au milieu, une bande jaune symbolise le sable ;
- à droite, une bande verte pour la couleur de la végétation luxuriante des îles.

Trois losanges verts sont placés au milieu du drapeau formant un « V » pour Vincent qui a donné son nom à l'île principale du pays. Ces losanges sont censés symboliser des diamants rappelant ainsi la métaphore qui compare Saint-Vincent-et-les-Grenadines aux « joyaux des Antilles ».

## Drapeaux historiques
Le premier drapeau du pays était colonial et composé du blue Ensign associé aux armoiries du pays.

Drapeau de Saint-Vincent-et-les-Grenadines (1979-1985)
Drapeau de Saint-Vincent-et-les-Grenadines (mars à octobre 1985)